# Kim Ok
ohoj sabina